# Комароловка юкатанська
Комароловка юкатанська (Polioptila albiventris) — вид горобцеподібних птахів родини комароловкових (Polioptilidae). До 2018 року вважався підвидом комароловки білощокої.

## Поширення
Ендемік Мексики. Поширений на півночі півострова Юкатан. Живе у тропічних і субтропічних вологих і сухих лісах, чагарникових заростях та на високогірних луках.